# Sylwia Zientek
Sylwia Zientek (ur. 30.11.1974 w Olsztynie) – polska pisarka.

## Życiorys
Autorka powieści historycznych oraz książek non-fiction przybliżających biografie polskich artystek: "Polki na Montparnassie" (2021) oraz "Tylko one. Polska sztuka bez mężczyzn" (2024). W tej ostatniej opisała biografie 20 polskich artystek: Anny Rajeckiej, Zofii Szymanowskiej, Elisabeth Jerichau-Baumann, Anny Bilińskiej, Olgi Boznańskiej, Zofii Stryjeńskiej, Meli Muter, Zofii Piramowicz, Tamary Łempickiej, Estery Karp (Esther Carp), Katarzyny Kobro, Małgorzaty Łady-Maciągowej, Hanny Rudzkiej-Cybis, Marii Ewy Łankiewicz-Rogoyskiej, Aliny Szapocznikow, Erny Rosenstein, Marii Papy Rostkowskiej, Magdaleny Abakanowicz, Marii Anto i Marii Pinińskiej-Bereś.  
Teksty i eseje nt sztuki oraz artystów publikowała m.in. w Wysokich Obcasach, Piśmie. Magazynie opinii, Skarpie Warszawskiej, L'Officiel Polska i w Gazecie.    
Pomysłodawczyni i autorka storyline serialu historycznego TVP "Matylda" (2024)
W wieku pięciu lat przeprowadziła się do Warszawy, gdzie mieszkała prawie czterdzieści lat. W szkole podstawowej nauczycielka plastyki Barcikowska przekazała jej pasję do sztuki. Jej marzeniem było zostać malarką i studiować w Akademii Sztuk Pięknych, jednak rodzice sprzeciwili się tej decyzji. Ukończyła studia na Wydziale Prawa i Administracji Uniwersytetu Warszawskiego oraz studia specjalizacyjne w Centrum Studiów Latynoamerykańskich. Zrezygnowała z pracy w zawodzie na rzecz pracy literackiej.   
Tworzy dzieła z takich gatunków, jak literatura piękna, powieść historyczna oraz biografie. Pierwsza książka Zientek Złudzenia, nerwice i sonaty poruszała temat osób ocalonych z rzezi wołyńskiej. Była zainspirowana wspomnieniami dziadków i matki pisarki. Za książkę Złudzenia, nerwice i sonaty została nominowana w 2013 r. do Literackiej Nagrody Angelusa. Do tematu Wołynia powróciła w książce Kolonia Marusia, gdzie opisała losy swojej mamy Haliny Błońskiej, po mężu Znojek.  
Jej książki często zawierają odniesienia do muzyki, fotografii i malarstwa. Bezpośrednią inspiracją dla powieści Próżna był wiszący w Luwrze obraz Rembrandta Betsabee w kąpieli. Publikuje także teksty poświęcone sztuce oraz biografiom artystek i artystów. W bestsellerowe, biograficznej książce Polki na Montparnassie wydanej w 2021 Zientek opisała historie kobiet, polskich artystek, które nie mogąc studiować w Polsce, wyjechały uczyć się w Paryżu. Bohaterkami stały się: Anna Bilińska-Bohdanowicz, Olga Boznańska, Maria Dulębianka, Alicja Halicka, Mela Muter, Aniela Pająkówna, Irena Reno, Zofia Stankiewiczówna, Stefania Łazarska.    
Pasjonatka muzyki, podróży śladami artystów oraz malarstwa, zwłaszcza twórczości École de Paris. Sama przyznaje, że w kontakcie z dziełami sztuki doświadcza "syndromu Stendhala”.  
Ma trójkę dzieci. Mieszka w Luksemburgu. Razem z mężem kolekcjonuje obrazy i rysunki artystów ze Szkoły Paryskiej (Ecole de Paris).

## Książki[16]
- Tylko one. Polska sztuka bez mężczyzn, Wydawnictwo Agora, Warszawa 2024
- Lunia i Modigliani, Wydawnictwo Agora, Warszawa 2022[17]
- Polki na Montparnassie, Wydawnictwo Agora, Warszawa 2021[18]
- Hotel Varsovie. Królewski szpieg, W.A.B. / GW Foksal, 2019[19]
- Hotel Varsovie. Bunt chimery, W.A.B. / GW Foksal, 2018[20]
- Hotel Varsovie. Klątwa lutnisty, W.A.B. / GW Foksal, 2017[21]
- Kolonia Marusia, W.A.B. / GW Foksal, 2016[22]
- Podróż w stronę czerwieni, Wydawnictwo: Muza, 2016[23]
- Miraże, Wydawnictwo: Czarna Owca, 2015[24]
- Próżna, Wydawnictwo: Muza, 2015[25]
- Złudzenia, nerwice i sonaty, Wydawnictwo: Prozami, 2012